# 30 Seconds to Mars (álbum)
30 Seconds to Mars es el álbum debut de la banda de rock alternativo, 30 Seconds to Mars, el álbum fue lanzado el 27 de agosto de 2002 con el sello discográfico de Virgin Records. Es descrito generalmente como un álbum conceptual. Tras su lanzamiento, el álbum recibió críticas generalmente positivas y alcanzó la posición número 107 en el Billboard 200 y la número uno en el Top Heatseekers. Del álbum se extrajeron dos sencillos, «Capricorn (A Brand New Name)» y «Edge of the Earth» que ambos llegaron a los conteos, con una posición máxima de #31 en el conteo de U.S. Mainstream Rock.

## Tema
El tema central del álbum es la lucha humana. «Revolution», una canción grabada para el álbum, no fue incluida porque su letra no coincidía con el resto del álbum temáticamente hablando, y porque su letra podía ser malentendida. Además, la banda no quiso incluir la canción luego de haber pasado poco tiempo de los atentados de septiembre de 2001 a las Torres Gemelas. Otras dos canciones fueron grabadas para el álbum: «Phase 1: Fortification» y «Anarchy in Tokyo»; la primera fue incluida en un sencillo promocional para «Capricorn (A Brand New Name)» lanzada en el Reino Unido, y la última fue incluida como bonus track en la edición japonesa del álbum.

## Información del contenido
La letra del track oculto, «The Struggle», fueron tomados de El arte de la guerra de Sun Tzu. Muchas canciones de 30 Seconds to Mars tienen elementos de synth rock. Por esto, Elijah Blue Allman y Renn Hawkey contribuyeron en las canciones «Welcome to the Universe» y «Capricorn (A Brand New Name)», respectivamente.
La canción «Echelon» fue tocada durante los créditos de The Core, que fue lanzada en 2003. La frase «Welcome to the universe» se repite en el álbum en las canciones «Welcome to the Universe», «93 Million Miles», y «The Struggle». Adicionalmente, «division» y «unity» son repetidas en las letras de las canciones «Oblivion», «Echelon», «End of the Beginning», y «The Struggle». El nombre original de álbum iba a ser «Welcome to the Universe». 93 millones de millas, por la canción «93 Million Miles», es la distancia promedio de la tierra al sol.

## Impacto
Jason D. Taylor, de Allmusic consideró el lanzamiento de 30 Seconds to Mars como "un nuevo paso audaz en la evolución musical " y señaló que su impacto dejó "amplios pasillos de sonido abiertos para que el oyente navegue bajo su voluntad". Comentó que los miembros de 30 Seconds to Mars lograron grabar un álbum que "da vida" a la "cáscara vacía en lo que la corporación del Rock se había convertido", y consideró que en "reanimar una vía de expresión musical que durante muchos años ha estado en su lecho de muerte" , la banda ofreció posiblemente la mejor experiencia de rock del 2002. La revista en línea "Kludge" citó a 30 Seconds to Mars como uno de los mejores 100 álbumes del 2002. Melodic lo incluyó en su lista de los "50 mejores discos del año" y lo consideró como "uno de los álbumes más singulares cuando se trata de un estilo propio". El crítico musical Megan O'Toole sintió a 30 Seconds to Mars como que logró "labrarse un lugar único en el ámbito del Rock" 
Un editor de MuchMusic llamó al álbum como un "trabajo que está creado para durar", notando que la banda produjo "algo único" con "profundidad y sustancia" El sitio web Artistdirect acordó y explicó que 30 Seconds to Mars se estableció como grupo "fresco y con nuevas fuerzas", revelando una "imagen multi-facética que floreció en la exploración y el escape creativo. Jon O'Brien, escritor de AllMusic, calificó el álbum como "uno de los esfuerzos más convincentes, para un actor convertido en estrella de rock". En una visión retrospectiva del 2012, Ian Winwood de Kerrang!, consideró al registro como "punto de partida épico" para la música que siguió y declaró que explaya el "vasto y cinematográfico estilo de escritura" de Jared Leto. A su juicio, su música es "indudablemente lo más agresivo que han creado" y estimó al sencillo principal "Capricorn (A Brand New Name)", como el "momento más consistente" de la banda.

## Rendimiento comercial
En los Estados Unidos, 30 Seconds to Mars entró en el Billboard 200 en el número 107 a la fecha del 14 de septiembre de 2002. También debutó en el número uno en el Top Heatseekers. Después de nueve semanas, cayó al número 40, con unas ventas estimadas en más de 40.000 unidades. En agosto de 2006, Nielsen SoundScan estima las ventas reales del álbum en más de 120.000 en los Estados Unidos. Su primer sencillo, "Capricorn (A Brand New Name)", entró en el Mainstream Rock Tracks en el número 40 y, finalmente, alcanzó la posición máxima del número 31. En el Reino Unido, 30 Seconds to Mars debutó en el número 136 en UK Albums Chart. [24] Obtuvo una certificación de Plata por la Industria Fonográfica Británica (BPI) en julio de 2013, indicando los envíos de más de 60.000 unidades.
En Francia, 30 Seconds to Mars debutó en el número 142 de su lista nacional de álbumes el 5 de octubre de 2002. Después de su lanzamiento al mercado australiano, el álbum entró en las listas ARIA en el número 95 en la edición del álbum del 11 de junio de 2007. Alcanzó el número 89 a la semana siguiente. En Grecia, entró en la lista nacional de álbumes en junio de 2011, en vista de concierto de una banda que tuvo lugar en Atenas en julio, alcanzando el puesto 41. 30 Seconds to Mars  fue un éxito de ventas lentas y terminarían vendiendo más de dos millones de copias en todo el mundo hasta marzo del 2011.

## Listado de canciones
(Todas las canciones están compuestas por Jared Leto)
1. «Capricorn (A Brand New Name)» – 3:53
2. «Edge of the Earth» – 4:37
3. «Fallen» – 4:59
4. «Oblivion» – 3:29
5. «Buddha for Mary» – 5:45
6. «Echelon» – 5:49
7. «Welcome to the Universe» – 2:40
8. «The Mission» – 4:05
9. «End of the Beginning» – 4:44
10. «93 Million Miles» – 4:50
11. «Year Zero» – 7:35
12. «Anarchy in Tokyo» (Bonus Track de la versión Japonesa) – 4:10
13. «The Struggle» (también llamado «Hidden to Label») (Bonus Track de la versión Japonesa) – 1:50

### Extras
- «Capricorn (A Brand New Name)» (Video) – 3:33
- Behind the Scenes Footage (Video) – 5:52

## Créditos

### 30 Seconds to Mars
- Jared Leto — Voz, guitarra rítmica y principal, bajo, teclado, sintetizador, programación
- Shannon Leto — Batería, percusión, guitarra (track 12)
- Solon Bixler — Guitarra rítmica y principal, Sintetizador

### Personal adicional
- Bob Ezrin - Piano (track 8)
- Brian Virtue - Sintetizador (track 6)
- Dr. Nner - Sintetizador (track 1)
- Joe Bishara - Programación (track 4)
- Phillips Exeter Blue I - Bajo (track 7)
- Jeffery Jaeger - Guitarra rítmica (track 9)

### Producción
- Producido por Bob Ezrin, Brian Virtue y Jared Leto
- Phillips Exeter Blue I y Dr. Nner aparecen como cortesía de Dreamworks Records
- Fotografía: Shannon Leto
- Fotografía adicional: Ken Schles
- Dirección creativa: Mary Fagot
- Diseño: Eric Roinestad
- Dirección artística, concepto e iconografía: 30 Seconds to Mars
- Asuntos legales: Eric Greenspan
- Gerencia: Arthur Spivak (Spivak/Sobol Entertainment)
- Gerencia de negocios: Dian Vaughn y Mark Walker Assante
- Reserva U.S.: John Marks, John Branigan y William Morris
- Reserva UK: Mike Dewdney (ITB)